# Колпинский, Диодор Валерьянович
Диодо́р Валерья́нович Колпи́нский (10 ноября 1892, Псков — 8 июля 1932, Тяньцзинь) — католический и православный священник, профессор, журналист, участник Первого и учредительного собора 1917 года в Петрограде, работал в Русском апостолате в зарубежье.

## Биография
Родился 10 ноября 1892 года[по какому календарю?] во Пскове.
Окончил Первый кадетский корпус в Санкт-Петербурге, затем поступил в Папский Григорианский университет в Риме, по окончании получил степень доктора философии. Вернувшись в Россию учился на историко-философском факультете Санкт-Петербургского университета.
9 сентября 1911 года вместе с матерью Ольгой Васильевной (в девичестве Новосёловой), тёткой Е. В. Новоселовой и бабушкой Е. М. Новосёловой (в девичестве Мартьяновой) перешёл в католичество.
В 1915 году рукоположен в сан священника латинского обряда, назначен приходским викарием в Храм святого Станислава в Санкт-Петербурге.
В 1917 году перешёл в византийский обряд, служил в Санкт-Петербурге на Бармалеевой улице в русской католической церкви в честь Сошествия Святого Духа, был секретарём Первого собора Российского католического экзархата византийского обряда, созванного митрополитом Андреем Шептицким с 28 по 31 мая 1917 года в Петрограде. Колпинский прочел по-русски и по-латински акт установления в России Экзархата. Колпинский состоял членом «Общества Поборников Воссоединения Церквей».
В 1921 году эмигрировал в Польшу, где на некоторое время вернулся в православие, служил в единоверческой общине Войново, а затем переведен в Вену. Около 1924 года служил в православном храме в Берлине.
Позднее вернулся в католичество. С 1927 года преподавал в Люблинском университете и в Миссионерском институте Люблина. При институте действовали два храма. Для храма восточного обряда Колпинский по собственному проекту построил иконостас в древнерусском стиле, для храма латинского обряда создал проект мраморного престола в романском стиле.
С 1927 года Колпинский совместно с прелатом Антонием Около-Кулаком приступил к изданию единственного в то время русского католического журнала «Китеж» в Варшаве, а также активно сотрудничал с русскими эмигрантскими изданиями.
В 1929 году направлен в Апостольский экзархат Харбина, возглавлял Лицей Святого Николая (Харбин), затем переведен в Русскую католическую миссию в Шанхае. Публиковался в Католический вестник Русской епархии византийско-славянского обряда в Маньчжурии
Скончался 8 июля 1932 года в Тяньцзине от аппендицита.
Сохранились фрагменты переписки Колпинского с митрополитом Евлогием (Георгиевским), это 6 писем, датированных 1920-ми годами (ГАРФ. Фонд митрополита Евлогия. Р-5919. Оп. 1. Д 69. С. 21-24.).

## Публикации
- Китеж. Варшава. 1928, № 1-2, 3-4, 5-6; 1929, № 4-8.
- Русское католичество на Дальнем Востоке // Китеж. 1931, № 1.